# 크리스 멀린
크리스토퍼 폴 "크리스" 멀린(영어: Christopher Paul "Chris" Mullin, 1963년 7월 30일 ~ )은 미국의 농구 선수, 지도자이다. 이전에 그는 새크라멘토 킹스를 위한 특별 조언자와 골든스테이트 워리어스의 총지배인을 지냈다. 그는 2회의 올림픽 금메달리스트이며, 2회의 네이스미스 농구 명예의 전당 헌액자(1992년 올림픽 "드림 팀"의 일원으로서(2010년)와 자신의 개인적 경력(2011년)을 위하여)이다.
1985년부터 2001년까지 멀린은 NBA에서 슈팅 가드와 스몰 포워드를 맡았다. 세인트 존스 대학교에서 활약하는 동안 그는 3회의 "올해의 빅 동부 선수"로 임명되었고 1984년 미국 남자 올림픽 국가 대표팀의 일원이었으며 멀린은 1985년 NBA 드래프트의 첫 라운드에서 골든스테이트 워리어스에 의하여 7번째 선출로 선택되었다. 그는 프로 선수들을 포함하는 데 첫 미국 올림픽 농구 팀이었던 "드림 팀"의 일원으로서 1992년 올림픽에 돌아왔다.
그는 1985-86년부터 1996-97년 시즌까지 워리어스를 위하여 활약하였다. 그 후에 멀린은 1997년부터 2000년 시즌까지 인디애나 페이서스와 함께 활약하였다. 2000-01년 시즌 자신의 원래 팀 워리어스를 위하여 활약한 후 은퇴하였다.
2015년 3월 30일 그는 세인트 존스 대학교 남자 농구 팀의 20번째 총감독으로 임명되었다.

## 어린 시절과 대학 경력
뉴욕 브루클린에서 태어난 멀린은 뉴욕에서 어린 선수로서 래리 버드를 동경하고 존 하블리첵의 명예에 등번호 17번을 입는 동안 뉴욕 닉스의 스타 월트 프레이저와 얼 먼로의 경기들을 공부하였다. 청소년으로서 뉴욕에서 최고 농구 선수들을 상대로 하려고 브롱크스와 할렘의 흑인 이웃들로 정규적으로 다니곤 하였다. 그는 플랫랜드 애비뉴에 있는 세인트 토머스 아퀴나스 교구에서 CYO 농구를 하는 동안에 자신의 이름이 퍼지기 시작하였다. 그는 청소년을 위한 국내 자유투 경연 대회였던 1974년 "헬크스 후프 슛"의 우승자이기도 하였다.
세인트 토머스 아퀴나스 교구에서 CYO 농구를 하면서 멀린은 훗날의 사베리안 동료 선수들 로저 맥그래디, 대니 트리시, 지미 하워드, 제러드 셰퍼드, 마이크 오라일리, 조 카니조와 피트 카니조와 함께 루 카네세카의 농구 캠프에 참석하였다. 멀린은 자신이 마리오 엘리의 동료 선수였던 파워 메모리얼 아카데미에서 자신의 고등학교 경력을 시작하였다. 그는 주니어로서 브루클린 베이리지에 있는 사베리안 고등학교로 이적되었다.
뉴욕주의 "Mr Basketball"로서 선발된 후, 퀸스 근처에 있는 세인트 존스 대학교를 위하여 농구를 하는 데 멀린은 명예의 전당 코치 루 카네세카에 의하여 징집되었다. 계약을 맺은 후, 멀린은 자신의 신입생 해에 한 경기에 16.6 포인트를 평균하였다. 레드멘(현재 레드 스톰으로 알려짐)을 위한 자신의 다음 3년에 그는 3회의 "올해의 빅 동부 선수"로 임명되었고, 3회의 올아메리칸 팀으로 임명되어 금메달을 획득한 1984년 올림픽 팀을 위하여 뛰고, 1985년 우든 상을 수상하여 USBWA "올해의 대학 선수"로 선정되었다.
시니어로서 한 경기에 19.8 포인트를 평균한 멀린은 1985년 파이널 포로 세인트 존스 팀을 이끌어 1951년 이래 첫 1위를 하였다. 한 경기에 19.5 포인트를 평균한 멀린은 2.440 경력 포인트와 함께 레드멘의 사상 지도적 득점으로서 자신의 경력을 끝냈다. 그는 또한 뉴욕 지역에서 최고 대학 선수들에게 주어진 해거티 상을 3회 수상(1983 ~ 85)하는 데 역사상 단 3명의 선수들 중의 하나로서의 우수성을 보유하기도 한다. 1983년 ~ 85년부터 멀린은 또한 "올해의 빅 동부 컨퍼런스 선수"로 임명되어 자신을 3개의 다른 시즌들에 이 상을 받는 데 단 하나의 남자 농구 선수로 만들었다.

## NBA 경력 (1985년 ~ 2001년)
1985년 NBA 드래프트에서 골든스테이트 워리어스는 7번째 선출과 함께 첫 라운드에서 멀린을 선발하였다. 워리어스와 함께 멀린의 첫 3개의 시즌에서 그는 주로 에릭 플로이드의 곁에 백코트에서 스폿업 슈팅 가드였다.
그의 2번째 시즌 1986년 ~ 87년에서 조지 칼 아래의 워리어스는 결국적 NBA 챔피언 로스앤젤레스 레이커스에게 패한 서부 컨퍼런스로 진출하였다. 다음 시즌 돈 넬슨이 워리어스의 감독이 되어 멀린은 스몰 포워드로 옮기는 계획들을 가졌다. NBA에서 자신의 3번째 시즌에서 멀린은 넬슨에게 자신이 알콜 중독자였다는 것을 인정하였다. 몇몇의 연습을 놓친 후 멀린은 일시 활동 중지를 당하고, 그러고나서 알콜 갱생 프로그램에 들어갔다.
1988년부터 1993년까지 5개의 연속적 시즌들을 위하여 멀린은 25 혹은 그 이상의 포인트의 평균과 5개의 리바운드를 득점하였다. 추가적으로 워리어스는 5개의 연속적 플레이오프 출연을 이루었다. 이 플레이오프 활동의 초점 스타 선수들이었던 멀린, 미치 리치먼드와 1989년의 첫 라운드 징집 선수 팀 하더웨이는 "Run TMC"의 트리오를 형성하였다. 5회의 올스타인 멀린은 2개의 올림픽 금메달을 획득하였는 데 1984년 아마추어 팀으로서와 1992년 드림 팀을 위하였다.
1992년 하계 올림픽이 열리는 동안 2개의 경기들을 시작한 멀린은 한 경기에 12.9 포인트를 평균하여 필드로부터 61.9%와 3 포인트 그라운드로부터 53.8%의 골을 넣었다. 1993년 넬슨은 NBA 드래프트의 날에 크리스 웨버를 위하여 교환하여 프론트코트에서 워리어스를 더욱 강화하는 데 희망을 두었다. 멀린의 신체는 무너지기 시작하고 그는 중요한 경기의 수를 놓치기 시작하였다. 웨버와 함께 워리어스는 성공적인 첫 시즌을 가졌으나 그와 넬슨 감독은 선수로서 그의 이용에 언쟁하기 시작하였다. 이 일은 넬슨을 사임하는 데 이끌고, 다음의 감독들은 멀린을 부상을 당하기 일쑤로 보고 래트렐 스프레웰 주위에 팀을 집중하기 시작하였다.
1996년 ~ 97년 시즌 후에 멀린은 2번째 해의 센터 에릭 댐피어와 NBA의 착실한 실력을 가진 선수 드웨인 페렐을 위하여 인디애나 페이서스로 이적되었다.
래리 버드에 의하여 감독된 페이서스와 자신의 첫 시즌에서 멀린은 82개 전부의 경기들을 시작하여 한 경기에 11.3 포인트를 평균하고, 페이서스를 7번째 경기에서 시카고 불스에게 패한 동부 컨퍼런스 경승전으로 도움을 주었다. 그의 팀과 함께 2번째 시즌 동안 버드 감독은 멀린을 단계적으로 제거하기 시작하고, 스몰 포워드에서 제일린 로즈에게 더 많은 시간을 주었다. 이 시기에 주로 벤치 선수였던 멀린은 페이서스의 일원으로서 로스앤젤레스 레이커스를 상대로 2000년 NBA 결승전의 3개의 경기들에 나와 총 4 포인트를 득점하였다. 시즌 후에 멀린은 페이서스에 의하여 철회되었다. 그는 선수로서 자신의 마지막 시즌 2000년 ~ 01년 시즌을 위하여 다시 워리어스와 계약을 맺었다.
짐 오브라이언에 의하면 멀린은 NBA의 전설 래리 버드와 비슷하였는 데 양선수가 속력을 결핍하여 거대한 아웃사이드 슛을 가지고, 가드에 자신들의 디펜더를 두는 데 타고난 능력을 가졌다고 한다. 그는 올 NBA 세컨드 팀(1989년과 1991년), 서드 팀(1990년)과 퍼스트 팀(1992년)에 놓였다.

## 본부 직위들
자신의 선수 세월이 끝난 후, 멀린은 특별 수석인으로서 워리어스에 의하여 기용되어 하루의 비지니스 운영과 함께 다루었다. 2004년 4월 22일 그는 팀을 위하여 농구 운영의 집행 부회장으로 임명되었다. 2009년 5월 11일 팀은 멀린의 만기되는 계약은 재개되지 않을 것이라고 공고하였다. 그는 워리어스의 총지배인으로서 래리 라일리에 의하여 대체되었다.
비베크 라나디베가 새크라멘토 킹스의 소유자가 될 때 2013년 5월 멀린은 킹스와 함께 일하기 시작하였다. 그해 9월 킹스는 그를 조언자로 기용하였다. 조언자로서 멀린의 임무들은 라나디베와 달레산드로를 선수 처리들에 충고를 마련하는 것 뿐만 아니었으나 또한 팀의 대학과 해외 스카우팅 프로그램을 관리하는 데 마련하기도 하였다.

## 방송 활동
멀린은 ESPN을 위하여 NBA 분석자로 일하였다. 2010년 10월 22일 멀린은 기아 NBA 카운트다운에 ESPN의 스튜디오 분석자로 자신의 방송 데뷔를 하였다.
2011년 11월 멀린은 골든스테이트 워리어스와 함께 마크 잭슨의 감독 데뷔를 위한 ESPN 방송 팀과 함께 일하였다. 멀린은 시즌의 개막 경기와 크리스마스 결승에서 로스앤젤레스 클리퍼스를 상대로 경기를 중개하는 데 자신의 전 텔레비전 동료들 제프 밴 건디와 마이크 브린에게 가입하였다.

## 감독 경력
2015년 3월 30일 멀린은 세인트 존스 대학교에서 필요한 총감독 직위를 받아들였다.

## 명예
2010년 멀린은 "드림 팀"의 일부로서 네이스미스 농구 명예의 전당에 헌액되었다.
2011년 2월 28일 멀린은 대학 농구 명예의 전당으로 선출되었다.
그해 4월 4일 멀린은 이번에 자신의 개인적 경력으로 인하여 다시 네이스미스 농구 명예의 전당에 헌액되었다.
2012년 3월 19일 멀린의 등번호 17번은 골든스테이트 워리어스에 의하여 영구 결번되어 팀 역사상 영구 결번되는 데 6번째 선수가 되었다. 자신들의 등번호가 영구 결번되는 데 워리어스의 선수들 만으로서 그는 윌트 체임벌린, 톰 메셰리, 알 애틀스, 릭 배리와 네이트 서몬드에 가입하였다.